# Éliphas Lévi

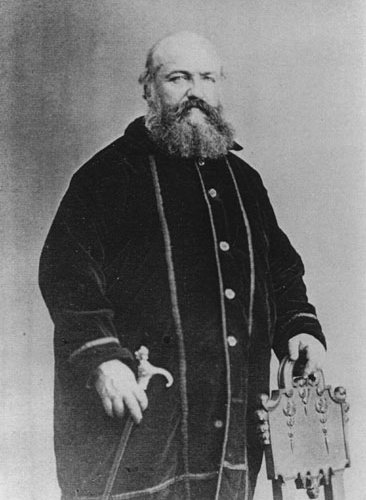
Éliphas Lévi

Éliphas Lévi Zahed, eigentl. Alphonse Louis Constant (* 8. Februar 1810 in Paris; † 31. Mai 1875 ebenda), war ein französischer Diakon, Schriftsteller und Okkultist und gilt als Wegbereiter des modernen Okkultismus.

## Leben bis 1848
Constant war der Sohn des Schuhmachers Jean Joseph Constant und dessen Ehefrau Jeanne Agnès Beaucourt. Nach dem Besuch der Armenschule besuchte Constant ab 1830 das Priesterseminar Saint Sulpice, um Priester zu werden. Er wurde 1835 zum Diakon geweiht, musste das Seminar jedoch vor seiner Priesterweihe aufgrund einer Liebesaffäre verlassen. Den in Frankreich für Pfarrer üblichen Titel Abbé verwendete er bis zu seiner Heirat im Jahr 1846.
Nach seinem Fortgang aus dem Seminar verkehrte er in sozialistisch-romantischen Kreisen. Sein engster Freund zu jener Zeit war Alphonse Esquiros, der ihn in die Zirkel der so genannten petits romantiques wie Gérard de Nerval oder Théophile Gautier einführte. Bald wandte sich Constant einem radikalen Sozialismus zu, der vor allem von den Schriften von Félicité de Lamennais geprägt war, dem ehemaligen Führer der einflussreichen „neo-katholischen“ Bewegung, der kürzlich mit Rom gebrochen und damit begonnen hatte, einen christlichen Sozialismus zu propagieren. Als Constant seine erste radikale Schrift veröffentlichte, die Bible de la liberté (1841), wurde er zu einer achtmonatigen Haftstrafe und empfindlichen Geldbuße verurteilt. Zeitgenossen sahen in ihm den berüchtigtsten „Schüler“ von Lamennais, auch wenn die beiden Männer anscheinend niemals in direkten Kontakt getreten sind. In den folgenden Jahren beschrieb Constant seine Ideologie jedenfalls als communisme néo-catholique und brachte eine Reihe von Büchern und Pamphleten heraus.
Wie viele damalige Sozialisten, propagierte er den Sozialismus als das „wahre Christentum“ und warf den etablierten Kirchen vor, die Lehre Christi korrumpiert zu haben. Zu den wichtigsten seiner Freunde zählten damals, neben Esquiros, die Feministin Flora Tristan, der exzentrische „mystische“ Sozialist Simon Ganneau und der Sozialist Charles Fauvety. Im Laufe der 1840er Jahre entwickelte Constant enge Beziehungen zur fourieristischen Schule, in deren Zeitungen er publizierte und von deren Verlag, der Librairie phalanstérienne, einige seiner Titel herausgebracht wurden. Er pries den Fourierismus wiederholt als den „wahren Sozialismus“ und das „wahre Christentum“. Um 1845 wandte er sich außerdem den Schriften des katholischen Traditionalisten Joseph de Maistre zu, dessen Ideen in damaligen sozialistischen Kreisen hochgradig populär waren. Im Jahr 1846 wurde er nach der Veröffentlichung einer besonders radikalen Broschüre, La voix de la famine, abermals zu einer Haftstrafe verurteilt. Diese konnte dank der Mühen seiner schwangeren Frau Marie-Noémi Cadiot, die er 1846 geheiratet hatte, bedeutend abgemildert werden.
In seinem Testament de la liberté von 1848 reagierte Constant auf die Atmosphäre, die zum Ausbruch der Februarrevolution führen sollte. Von Constants erstem Biographen Paul Chacornac wurde behauptet, dass es sich bei dem Testament um den Endpunkt der sozialistischen Aktivitäten Constants gehandelt habe. Dahingegen wurde argumentiert, dass es sich vielmehr um eine höchst euphorische Schrift handelt, die das Ende des „Martyriums des Volkes“ und die „Wiederauferstehung der Freiheit“ verkündet: die Verwirklichung der vollkommenen, universellen sozialistischen Ordnung. Der Lauf der Dinge traf Constant daher besonders schwer. Der Juniaufstand von 1849 und das Scheitern der Zweiten Republik desillusionierten ihn wie viele andere Sozialisten. Wie sein Freund Esquiros berichtet, wurde ihr Glaube an die friedvolle Verwirklichung einer universellen Harmonie nachhaltig erschüttert.

## Entwicklung nach 1848
Es wurde lange angenommen, dass der Sozialist Constant mit der Zweiten Republik untergegangen und dem Okkultisten Eliphas Lévi gewichen sei. Die gemeinsame Quelle dieser Darstellung ist Paul Chacornac, der wiederum Narrative zementierte, die Okkultisten wie Papus und Stanislas de Guaïta zum Ende des 19. Jahrhunderts verbreitet hatten. Im Gegensatz dazu wurde darauf hingewiesen, dass Constant seinen „Okkultismus“ nicht nur auf der Grundlage seiner sozialistischen und neo-katholischen Ideen entwickelt, sondern bis zu seinem Lebensende die Verwirklichung des „wahren Sozialismus“ propagiert hat.
Im Dezember 1851 führte Louis-Napoléon einen Staatsstreich aus, der das Ende des Zweiten Republik besiegelte und das Zweite Kaiserreich aus der Taufe hob. Ähnlich wie zahlreiche andere Sozialisten, erblickte Constant im Kaiser zunächst den Verteidiger des Volkes und den Wiederhersteller der öffentlichen Ordnung. Im Moniteur parisien von 1852 schrieb er, dass sich die neue Regierung „wahrhaft sozialistisch“ zeige, doch wurde er schon bald von der errichteten Diktatur enttäuscht und im Jahr 1855 inhaftiert, nachdem er einen polemischen Chanson gegen den Kaiser verfasst hatte. Was sich zu dieser Zeit jedoch geändert hatte, war seine Haltung gegenüber „dem Volk“. Schon 1845 hatte er in seinen Schriften La Fête-Dieu und Le Livre des larmes Skepsis geäußert, ob das ungebildete Volk dazu in der Lage sei, sich selbst zu emanzipieren. Ähnlich wie die Saint-Simonisten, hatte er die theokratischen Ideen de Maistres rezipiert und die Notwendigkeit einer „spirituellen Autorität“ proklamiert, die von einer elitären Priesterklasse ausgeübt werden sollte. Nach dem Desaster von 1849 war er vollends davon überzeugt, dass „die Masse“ nicht zur Errichtung einer harmonischen Ordnung bereit sei und daher der Instruktion bedürfe (ein Konzept, das demjenigen der „Revolution von oben“, der Avantgarde, oder der Partei neuen Typs nicht unähnlich ist).
Constants damalige Aktivitäten reflektieren die sozialistischen Bemühungen, einerseits mit dem Scheitern von 1848 und andererseits mit den Repressionen durch die Regierung umzugehen. Er wirkte am sozialistischen Projekt der Revue philosophique et religieuse mit, das sein alter Freund Fauvety begründet hatte. Darin verkündete er von 1855 bis 1856 erstmals einer breiteren Leserschaft seine „kabbalistischen“ Ideen (interessanterweise unter Verwendung seines bürgerlichen Namens). Die Debatten in der Revue zeigen nicht nur die Spannungen zwischen dem alten „romantischen Sozialismus“ der Julimonarchie und jüngeren sozialistischen Strömungen, sie führen auch vor Augen, wie natürlich es erschien, dass ein sozialistischer Autor in einer sozialistischen Zeitschrift Themen wie Magie, Kabbalah oder okkulte Wissenschaften diskutierte.

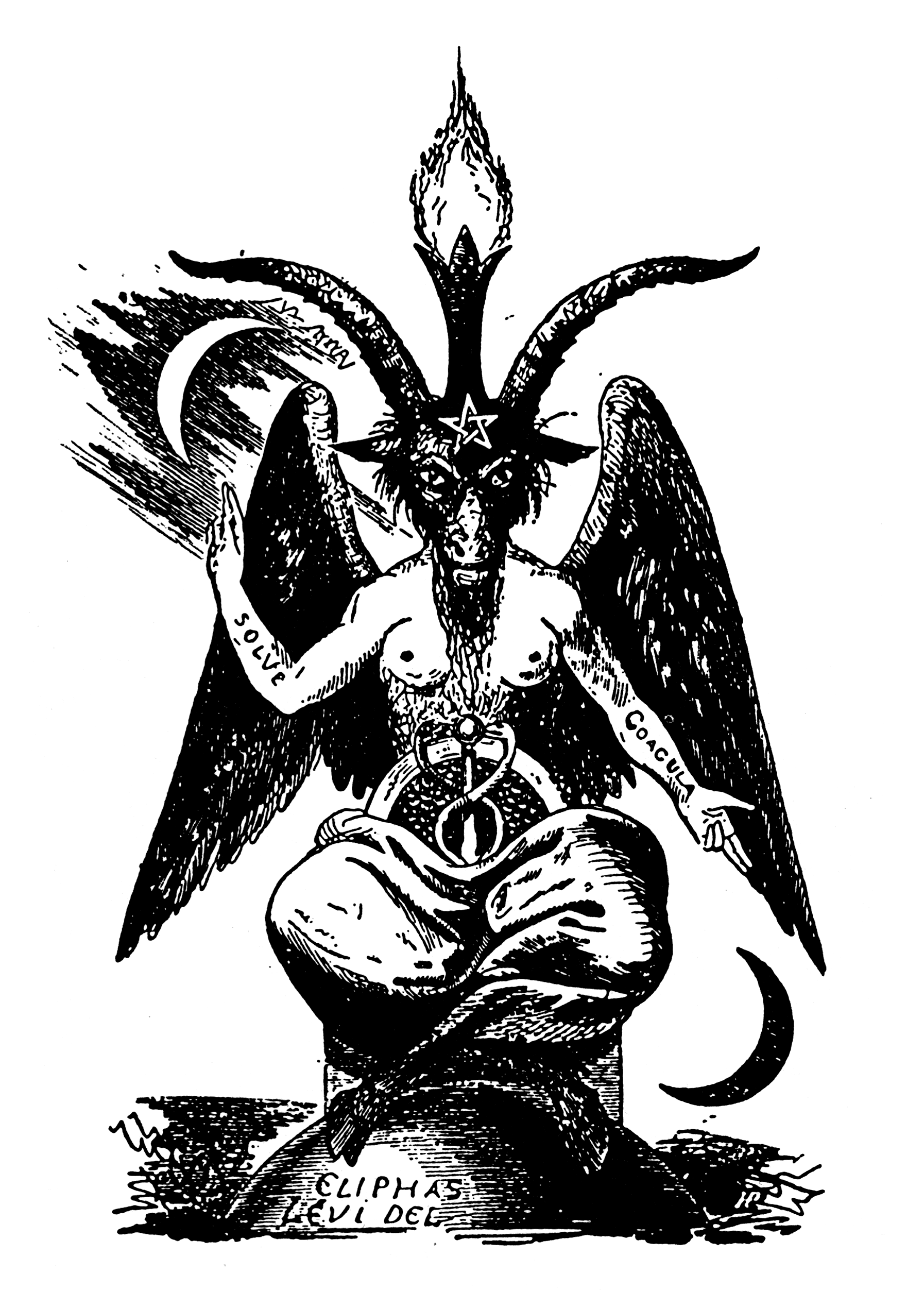
Der Baphomet in Lévis Dogme et Rituel de la Haute Magie (1854)

Es wurde argumentiert, dass Constant seine Ideen über Magie in einem konkreten Milieu entwickelt hat, das von einem Zusammenfluss sozialistischer und magnetistischer Ideen gezeichnet war. Zu den einflussreichen Autoren zählten etwa Henri Delaage (1825–1882) und Jean Du Potet de Sennevoy (1796–1881), die zu unterschiedlichen Graden magnetistische, magische und kabbalistische Ideen als die Grundlage eines wahren Sozialismus verkündeten. Oft wurde angemerkt, dass Constants Rezeption mittelalterlicher oder frühneuzeitlicher Schriften bemerkenswert oberflächlich und fehlerhaft war. Dies kann dadurch erklärt werden, dass er seine Magie-Theorie im magnetistischen Kontext der 1850er Jahre entwickelte und dabei nahtlos an seine ältere Theorie einer science universelle anschloss, die er in einem fourieristisch-swedenborgianischen Kontext artikuliert hatte. In der Tat wurden zu jener Zeit viele Fourieristen begeisterte Spiritisten. Im Gegensatz dazu stand Constant dem Spiritismus sehr ablehnend gegenüber, was eine andauernde Rivalität zwischen Spiritisten und Okkultisten vorbereitete. Der Hauptgrund dafür war Constants neo-katholischer Hintergrund und sein dezidiert katholisches Selbstverständnis. Aus diesem Grunde setzte er explizit (den „wahren“) Katholizismus und Okkultismus gleich. Indem er die neo-katholische These von einer „Uroffenbarung“ aufgriff, behauptete er, dass die Kabbala und das Tarot zur Entschlüsselung der einzig wahren und universellen Religion führen könnten, die der Katholizismus ist.
Im Jahr 1854 begann Constant mit der Erstellung seines berühmten Dogme et rituel de la haute magie. Die Veröffentlichung begann zunächst lieferungsweise, bevor letztendlich zwei Bände von 1855 bis 1856 erschienen. Im Jahr 1860 erschien seine Histoire de la magie, und 1861 La Clef des grand mystères. Weiterhin erschienen Le Sorcier de Meudon (1861, eine erweiterte Neuauflage zweier Romane, die ursprünglich 1847 in der Librairie phalanstérienne erschienen waren), Fables et symboles (1862) und La Science des esprit (1865). Weitere Schriften erschienen erst posthum.
Nach der Lockerung von Restriktionen gegen sozialistische Ideen im August 1859 begann Constant wieder, eine offen sozialistische Sprache zu verwenden. In der Clef zitierte er sogar ausgiebig seine berüchtigte Bible de la liberté, auf die er selbst noch affirmativ in seiner letzten Schrift von 1875, Le Catéchisme de la paix, verwies. Seit den 1860er Jahren baute er weiter seine Idee einer Elite von Eingeweihten oder „Weisen“ aus, die das Volk zur finalen Emanzipation leiten würden. In mehreren Passagen identifizierte er explizit Sozialismus, Katholizismus und Okkultismus.
Im Alter von 65 Jahren starb Éliphas Lévi am 31. Mai 1875 in Paris. Aleister Crowley, der im Todesjahr Lévis geboren wurde (* 12. Oktober 1875), sah sich als Wiedergeburt Lévis an.

## Einflüsse und angebliche Initiationen
Es wurden immer wieder verschiedene „initiatorische“ Einflüsse auf Constant behauptet. Bisher wurden dafür jedoch noch keine stichhaltigen Beweise dargelegt. Wie oben geschildert, lässt sich Constants Okkultismus vielmehr vor dem Hintergrund romantischer, sozialistischer und katholischer Ideen erklären.
Darüber hinaus spielte die Freimaurerei eine wichtige Rolle. Am 14. März 1861 wurde Lévi in die Freimaurerloge „Rose du Parfait Silence“ in Paris aufgenommen. Grund dafür waren die Netzwerke um seinen Freund Fauvety, die etwa im Umfeld der Revue philosophie et religieuse greifbar werden. Die Freimaurerei wurde unter dem Zweiten Empire zu einem Sammelbecken für den politischen Widerstand. Jedoch ging Constant von Anfang an auf Konfrontationskurs, indem er behauptete, alleine die wahre Bedeutung der freimaurerischen Symbole erklären zu können. Bald brach er mit der Freimaurerei und polemisierte bis zu seinem Lebensende gegen sie. Freimaurerische Symboliken und Autoren waren offensichtlich eine wichtige Inspirationsquelle für Constant. Dazu zählt Jean-Marie Ragon, dessen Maçonnerie occulte suivie de l’initiation hermétique (1853) von Constant rezensiert wurde, und in dem sich bezeichnenderweise die erste Verwendung von occultisme findet (und dies im Zusammenhang mit Fourier).
Einem Narrative zufolge, das erstmals vom Okkultisten Papus (i. e., Gérard Encausse) verbreitet wurde, war Constants Okkultismus das Resultat einer Initiation. Jedoch wurde dieses Narrativ entwickelt, bevor Papus und seine Compagnons Zugang zu verlässlichen Informationen über Constants Leben hatten. Dies wird besonders offensichtlich anhand des Umstandes, dass Papus am 11. Januar 1886 vergeblich per Brief Kontakt mit Constant aufzunehmen versuchte – fast elf Jahre nach seinem Tod. Später wurde der angebliche initiatorische Bruch zwischen dem Sozialisten Constant und dem Okkultisten Lévi zum festen Bestandteil der Konstruktion einer spezifisch französischen Esoterik-Tradition, in der Constant ein zentrales Glied bildete. Ein anderes Narrativ wurde parallel dazu von Arthur Edward Waite entwickelt, der allerdings über noch weniger biographische Informationen verfügte als die Franzosen.
Papus war der Erste, der eine Initiation Constants durch den exzentrischen polnischen Exilanten Józef Maria Hoëné-Wroński behauptete. Allerdings wurde darauf hingewiesen, dass Wronskis Einfluss zwischen 1852 und 1853 kurzzeitig und oberflächlich gewesen ist. Auch war eine Reise nach London im Mai 1854 kein Auslöser für Constants Beschäftigung mit Magie, auch wenn er das erste Mal in Kontakt mit praktischer Magie gekommen zu sein scheint. Bereits zuvor hatte er sich jedoch in sozialistisch-magnetistischen Kreisen mit Magie auseinandergesetzt. Weiterhin sollte darauf hingewiesen werden, dass Constant Beziehung zu Edward Bulwer-Lytton keineswegs so intim gewesen ist, wie es oft behauptet wird. Tatsächlich enthält Bulwer-Lyttons berühmter Roman A Strange Story (1862) auch einen wenig schmeichelhaften Hinweis auf Constants Dogme et rituel.

## Magische Grundannahmen Lévis
Als Eliphas Lévi postulierte Constant seine vier grundlegenden Prinzipien der Magie: Savoir (wörtlich: wissen, sinngemäß: Geist) – Vouloir (wörtlich: wollen, sinngemäß: Materie) – Oser (wörtlich: wagen, sinngemäß: Bewegung) – Se taire (wörtlich: schweigen, sinngemäß: Stillstand). Als weiteres Grundgesetz sah er das immerwährende Gleichgewicht zweier Kräften in der Natur: Willenskraft und Astrallicht. Er nahm drei Grundgesetze der Magie an: Das Gesetz des Willens, das Gesetz des Astrallichts und das Gesetz der Korrespondenz.

### Gesetz des Willens
Im Anschluss an magnetistische Autoren ging Lévi davon aus, dass allein ein logischer Wille vereint mit seiner Vernunft die höchste Kraft im All sei. Ein solcher Wille könne dieselbe Wirkung entfalten wie physikalische Energie. Einzeln könne weder Wille noch Vernunft etwas ausrichten. Erst der menschliche Wille, geleitet durch ein vernünftiges Handlungsmotiv, bringe einen Gottmenschen zustande – keinen Gott, aber die höchste erreichbare Stufe menschlichen Seins.

### Gesetz des Astrallichts
Diesen Begriff hatte Lévi aus Du Potets Magie devoilée (1852) übernommen, der ihn wiederum dem theosophischen Autor Jean-Philippe Dutoit-Membrini entnommen hatte. In Berufung auf die Martinisten verstand Lévi unter diesem Licht das ewige Gedächtnis der Erde. Eine Art Tagebuch vom Anbeginn der Zeit, das es für den Menschen erst noch zu entschlüsseln gilt. Gleichzeitig ist dieses Astrallicht als geistige Aura der Erde zu sehen, ähnlich der persönlichen Aura jedes Menschen. Als feinstoffliche Grundsubstanz aller Dinge könne das Astrallicht auch motorische Wirkungen weiterleiten.

### Gesetz der Korrespondenz
Anknüpfend an die spätantike Hermetik verkündete Lévi das Prinzip: „Wie oben, so unten“. Demnach entsprechen sich die Erscheinungen auf den verschiedenen Ebenen des Seins.

## Rezeption
Das schriftstellerische Werk Lévis erfährt bis heute Neuauflagen und übt einen maßgeblichen Einfluss auf esoterische Autoren aus. Besonders nachhaltig ist dabei seine Interpretation des Tarot. In der populären Kultur ist etwa seine Baphomet-Zeichnung weit verbreitet.

## Bibliographie
- Le Rosier de mai ou la Guirlande de Marie. Gaume frères, Paris 1839.
- La Bible de la liberté. Le Gallois, Paris 1841.
- L'Assomption de la femme ou le Livre de l'amour. Le Gallois, Paris 1841.
- Doctrines religieuses et sociales. Le Gallois, Paris 1841.
- La Mère de Dieu, épopée religieuse et humanitaire. C. Gosselin, Paris 1844.
- La Fête-Dieu ou le Triomphe de la paix religieuse. V. A. Waille, Paris 1845 (anonym erschienen).
- Paix ! Paix ! Réprimande adressée par un abbé et un théologien à Timon qui n'est ni l'un ni l'autre. Les Marchands de Nouveautés, Paris 1845 (anonym erschienen).
- Le Livre des larmes ou le Christ consolateur : Essai de conciliation entre l'Église catholique et la philosophie moderne. Paulier, Paris 1845.
- Les Trois harmonies, chansons et poésies. Fellens et Dufour, Paris 1845.
- La Dernière incarnation, légendes évangéliques du XIXe siècle. Lange-Lévy, Paris 1846.
- La Voix de la famine. Ballay aîné, Paris 1846.
- mit Félicité de Lamennais: Le Deuil de la Pologne : Protestations de la démocratie française et du socialisme universel. Ballay aîné, Paris 1847.
- Rabelais à la Basmette. Librairie phalanstérienne, Paris 1847.
- Les Trois Malfaiteurs : Légende orientale. Librairie phalanstérienne, Paris 1847.
- Le Seigneur de la Devinière : Deuxième extrait des chroniques du joyeux curé de Meudon. Librairie phalanstérienne, Paris 1847.
- La Marseillaise du peuple. Février 1848 – Le Règne du peuple. 1848 (Lied).
- Le Testament de la liberté. J. Frey, Paris 1848.
- Dictionnaire de la littérature chrétienne. J.-P. Migne, Paris 1851.
- als Éliphas Lévi: Dogme et rituel de la haute magie. 2 Bde. G. Baillière, Paris 1854 und 1856.
  - Neuausgabe: Ed. Bussière, Paris 1992, ISBN 2-85090-020-6.
  - Übersetzung: Transzendentale Magie. Dogma und Ritual der Hohen Magie. Überarbeitete Neuausgabe mit restaurierten Illustrationen, Aurinia Verlag, Hamburg 2012, ISBN 978-3-937392-68-4.
- als Éliphas Lévi: Histoire de la magie.  G. Baillière, Paris 1860.
  - Neuausgabe: G. Trédaniel, Paris 2008, ISBN 978-2-84445-873-5.
  - Übersetzung: Geschichte der Magie. Barth, München-Planegg u. a. 1926 Auch: Econ-Taschenbuch. Lotos 74048. Ullstein-Taschenbuchverlag, München 2001, ISBN 3-548-74048-0.
- als Éliphas Lévi: La Clef des grands mystères suivant Hénoch, Abraham, Hermès Trismégiste et Salomon Lire en ligne. G. Baillière, Paris 1861.
  - Übersetzung: Der Schlüssel zu den großen Mysterien. Nach Henoch, Abraham, Hermes Trismegistos und Salomon. Barth, Wien u. a. 1928. Auch: Überarbeitete Neuausgabe mit restaurierten Illustrationen, Aurinia Verlag, Hamburg 2012, ISBN 978-3-937392-70-7.
- als Éliphas Lévi: Le Sorcier de Meudon. Bourdilliat, Paris 1861 (Roman).
- Appel de la Pologne à la France par un Polonais. G. Martinet, Paris 1863 (anonym erschienen).
- als Éliphas Lévi: Philosophie occulte. 1re Série : Fables et symboles avec leur explication, où sont révélés les grands secrets de la direction du magnétisme universel et des principes fondamentaux du grand oeuvre. G. Baillière, , Paris 1862.
  - Nachdruck: Éditions de la Maisnie, Paris 1978, ISBN 2-85707-031-2.
- als Éliphas Lévi: Philosophie occulte. 2e série : La Science des esprits. Révélation du dogme secret des Kabbalistes. Esprit occulte des Évangiles. Appréciation des doctrines et des phénomènes spirite. G. Baillière, , Paris 1865.
  - Nachdruck: Éditions de la Maisnie, Paris 1976, ISBN 2-85707-010-1.

Postume Ausgaben
Die folgenden Ausgaben erschienen teils lange nach dem Tod von Constant. Authentizität und Autorschaft sind teilweise unsicher.
- Les paradoxes de la haute science.
  - englische Übersetzung: The Paradoxes of the Highest Science. Madras 1883.
  - französische Erstausgabe: L'Escalier de feu, Paris 1977, ISBN 2-85991-001-8 (Rückübersetzung aus dem Englischen).
  - deutsche Übersetzung: Die Paradoxa der hohen Wissenschaft. Verlag Heliakon, München 2021, ISBN 978-3-943208-92-4
- Le Livre des splendeurs, contenant le soleil judaïque, la gloire chrétienne et l’étoile flamboyante, études sur les origines de la cabale, avec des recherches sur les mystères de la francmaçonnerie, suivies de la profession de foi et des éléments de cabale. Chamuel, Paris 1894.
  - Nachdruck: Trédaniel, Paris 1996, ISBN 2-85707-387-9.
- Clefs majeures et clavicules de Salomon. Chamuel, Paris 1895.
  - englische Übersetzung: The Magical Ritual of the Sanctum Regnum. Hrsg. von William Wynn Westcott. Redway, London 1896.
  - Nachdruck: Elibron Classics, Boston MA 2007, ISBN 978-1-4212-2763-4.
- Le Catéchisme de la paix suivi de Quatrains de la Bible et de la Bible de la liberté. Chamuel, Paris 1896.
- Carnet de notes d'Éliphas Lévi. In: Papus: La magie et l’hypnose. Chamuel, Paris 1897.
- La Clavicule prophétique des sept esprits de Jean Trithème. Chacornac, Paris 1898.
- Le grand arcane ou l’occultisme dévoilé. Chacornac Paris 1898.
  - Nachdruck: Elibron Classics, Boston MA 2005, ISBN 978-1-4212-2763-4.
- Le Livre des sages. Oeuvre posthume. Chacornac, Paris 1912.
  - Nachdruck: (= Collection Spiritualité. (Le Tremblay). Diffusion Rosicrucienne, Le Tremblay 1995, ISBN 2-908534-54-1).
  - Übersetzung: Das Buch der Weisen. Barth, Wien u. a. 1928. Auch: Überarbeitete und kommentierte Neuausgabe, Aurinia Verlag, Hamburg 2013, ISBN 978-3-937392-69-1.
- Les Mystères de la Kabbale ou l’harmonie occulte des deux Testaments. Nourry, Paris 1920.
  - Nachdruck: Éditions de la Maisnie, Paris 1977, ISBN 2-85707-021-7.
  - Übersetzung: Die Mysterien der Kabbala oder Die okkulte Harmonie der zwei Testamente, enthalten in der Prophezeiung von Ezechiel und der Offenbarung des Johannes Verlag Heliakon, München 2013, ISBN 978-3-943208-21-4.
- Cours de philosophie occulte. Lettres au baron Spedalieri. 2 Bde. Chacornac, Paris 1932/1933.
  - Übersetzung: Einweihungsbriefe in die Hohe Magie und Zahlenmystik. Briefe an Baron Spedalieri (1861–1863). 3. Auflage. Ansata, Interlaken 1993, ISBN 3-7157-0129-3.
- Secrets de la magie. Laffont, Paris 2000, ISBN 2-221-07808-X (enthält Dogme et rituel de la haute magie, Histoire de la magie und La clef des grands mystères).
- Les Portes de l'avenir ou les Dernières Paroles d'un voyant. Diffusion Rosicrucienne, Le Tremblay 1995, ISBN 2-908534-53-3 (Facsimile eines Manuskriptes von 1870).

Deutsche Ausgaben
- Das große Geheimnis. Barth, München-Planegg u. a. 1925.
- Die salomonischen Schlüssel. Barth, München-Planegg 1927. Auch: AAGW, Sinzheim 2006, ISBN 3-937592-13-X.